# Oeciotypa rotundiventris
Oeciotypa rotundiventris är en tvåvingeart som beskrevs av Frey 1932. Oeciotypa rotundiventris ingår i släktet Oeciotypa och familjen bredmunsflugor. Inga underarter finns listade i Catalogue of Life.